# La Cité antique

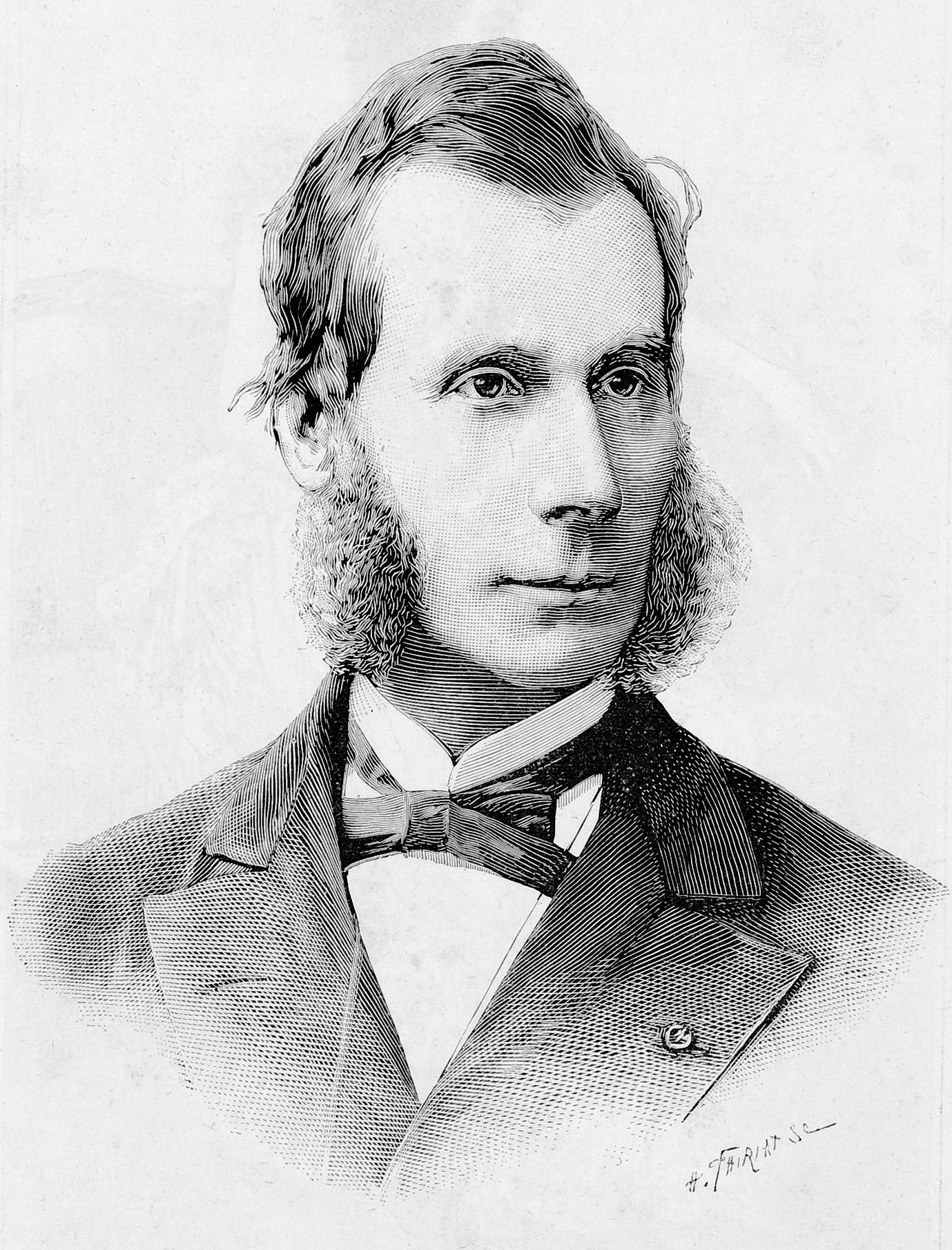
Portrait de Fustel de Coulanges.

La Cité antique est le plus célèbre ouvrage de l'historien français Fustel de Coulanges, publié en 1864. Utilisant une approche cartésienne, en se fondant sur les textes d'anciens historiens et poètes de l'Antiquité, l'auteur analyse les origines des institutions les plus archaïques des sociétés grecques et romaines.

## Présentation
Dans la préface de l'ouvrage, l'historien avertit le lecteur de l'erreur qui consiste à examiner les mœurs des peuples de l'Antiquité en se référant à celles d'aujourd'hui, alors que l'étude de ces peuples nécessite de faire abstraction de nos préjugés pour ne s'en tenir qu'aux faits. 
Fustel de Coulanges voit dans la religion et le culte des morts les fondations des institutions des Grecs et des Romains. Chaque famille a ses croyances et ses dieux. C'est ce culte qui dirige les règles en matière de propriété, d'héritage, etc. Avec le passage du temps, la nécessité s'est fait sentir d'ordonner et de mettre en cohérence les règles qui régissent les relations entre les personnes, pour conduire peu à peu à des règles s'appliquant à des entités de plus en plus larges, pour aboutir à la plus vaste, la cité elle-même. Par conséquent, l'origine de la cité est également religieuse, comme en témoignent les lustrations, ces cérémonies de purification périodiques en relation avec le recensement de tous les citoyens, tout comme en témoignent aussi les banquets publics en l'honneur des divinités locales. 
Cependant, les lois originelles codifiaient les privilèges de l'aristocratie, provoquant l'insatisfaction de la plèbe, pour en arriver à la révolution sociale dans laquelle le bien-être de la société devient le nouveau fondement de la religion, redonnant vie à la cité jusqu'à son extinction avec l'arrivée du christianisme.

## Référence
- (en) Cet article est partiellement ou en totalité issu de l’article de Wikipédia en anglais intitulé « La Cité antique » (voir la liste des auteurs).